# Pass a Loutre
Die Pass-à-l'outre Wildlife Management Area ist ein Wildschutzgebiet südlich von Plaquemines Parish an der Mündung des Mississippi River. Das Zentrum liegt etwa 18 Meilen südöstlich von Venice. Das Gebiet ist nur auf dem Wasserweg zugänglich. Es gehört dem Louisiana Department of Wildlife and Fisheries an und umfasst 465 km².
Das Gebiet ist geprägt durch Flussarme und Kanäle. Bekannt ist es durch seinen großen Wasservogelbestand und seine Zugvögelpopulationen. Die Jagd ist kontrolliert genehmigt. Große Fischbestände und Laichplätze für eine Reihe heimischer Fische machen das Gebiet attraktiv für Hobbyfischer.